# HANA-BI
HANA-BI (はなび, HANA-BI), literalment (花: hana) flor (火: bi) foc Flors de Foc, és una pel·lícula japonesa del 1997 escrita, dirigida, muntada i protagonitzada pel cineasta japonès Takeshi Kitano. La banda sonora de la pel·lícula va ser obra del compositor també japonès Joe Hisaishi, sent aquesta la seva quarta col·laboració.
L'inesperat èxit internacional de la pel·lícula, juntament amb les bones crítiques de l'aclamada Sonatine, va establir Kitano com el cineasta japonès més destacat del seu temps.
La filla del director, la cantant Shoko Kitano, apareix breument al film interpretant una noia que fa volar un estel a les escenes finals .

## Argument
Kitano interpreta Nishi, una policia detectiu violent i imprevisible que perd l'esma després que arran d'un greu incident el seu soci Horibe (Ren Osugi) perd mobilitat i necessita utilitzar una cadira de rodes. Després que la seva jubilació, gasta molt del seu temps en vigilar la seva muller Miyuki (Kayoko Kishimoto) amb leucèmia. La pel·lícula es mou en un ritme deliberadament tranquil i dedica molt temps a explorar la relació entre ells. Nishi també ha agafat diners de la Yakuza per pagar les necessitats de la seva dona. Mentrestant Horibe comença a pintar i crea obres d'art properes al surrealisme.

## Càsting
- Takeshi Kitano - Yoshitaka Nishi
- Kayoko Kishimoto - Miyuki, dona de Nishi
- Ren Osugi - Horibe
- Susumu Terajima - Nakamura
- Tetsu Watanabe - Tesuka
- Hakuryu - Yakuza Hitman
- Yasuei Yakushiji - Criminal
- Tar Itsumi - Kudo
- Kenichi Yajima - Doctor
- Makoto Ashikawa - Tanaka
- Yūko Daike - Vídua de Tanaka

## Producció
Els diversos quadres que apareixen al film són obra del mateix Takeshi Kitano. Aquestes pintures puntillistes van ser realitzades mentre es recuperava d'un greu accident de motocicleta viscut l'agost de 1994 i que li va deixar mitja part de la seva cara paralitzada i amb un tic característic.

## Banda sonora
El CD de banda sonora va ser publicat per primer cop l'any 1998 i 1999 per Milan Records, després va ser tornar a ser publicat per Polydor.
Totes les composicions per Joe Hisaishi.
1. "Hana-bi" – 3:42
2. "Angel" – 2:41
3. "Sea of Blue" – 3:29
4. "...and Alone" – 2:29
5. "Ever Love" – 2:15
6. "Painters" – 5:57
7. "Smile and Smile" – 2:55
8. "Heaven's Gate" – 4:59
9. "Tenderness" – 2:31
10. "Thank You... for Everything" – 7:09
11. "Hana-bi (Reprise)" – 3:41

## Crítica
- La pel·lícula va guanyar el premi de Lleó d'Or i altres premis al prestigiós Festival de cinema de Venècia.
- La pel·lícula va guanyar el Grand Prix del sindicat belga de crítics de cinema.
- Els crítics van elogiar la pel·lícula sent possiblement la pel·lícula més aclamada de Kitano. El crític americà Roger Ebert el va valorar amb tres estrelles de quatre, citant la seva aproximació inusual cap a serenitat i brutalitat.[1] Va assolir l'èxit de taquilla als cinemes i va ser elogiada especialment dins de cercles artístics i va obtenir nombrosos premis i nominacions.[2]

## Títol
El títol ("HANA-BI") està escrit en lletres romanes doncs Kitano volia emfatitzar la dualitat de les "flors" (花: hana) i el "foc" (火: bi), els significats literals dels personatges que fan focs artificials. A vegades apareix publicat com a "Hana-bi", hana-bi o "Hanabi" a les cobertes dels DVD internacionals i altres referències a la pel·lícula de l'oest. Tanmateix, el títol internacional oficial és HANA-BI, amb totes les lletres majúscules, i és utilitzat així a totes les llicències japoneses de productes, incloent cartells de cinema, portades de vídeo, i cobertes del disc de la Banda Sonora.